# Федор фон Бок
Федор фон Бок (на немски: Fedor von Bock) (3 декември 1880 – † 4 май 1945) е офицер от немската армия между 1898 и 1945 г., достигнал до ранг фелдмаршал през Втората световна война. Като лидер, който поучава войниците си за честта да умрат за отечеството, получава прозвището „Der Sterber“ (буквално от немски: „Умиращия“). Бок служи като главнокомандващ на група армии „Север“ – по време на кампанията в Полша през 1939 г., група армии „Б“ – при нападението на Франция през 1940 г., и група армии „Център“ – по време на нападението над СССР през 1941 г. Последната му длъжност е начело на група армии „Юг“ през 1942 г.
Бок е известен най-вече с провеждането на операция „Тайфун“, неуспешния опит за превземането на Москва през зимата на 1941 г. Офанзивата на Вермахта е забавена от съпротивата на руснаците край Можайск и от лошото време. Съветската контраатака обръща германците в отстъпление и Бок, който по-рано е препоръчал оттегляне, впоследствие е отстранен от командването от Адолф Хитлер.
Прекарал целия си живот като офицер от немската армия, Бок е считан за доста стриктен генерал. Той също така има репутацията на пламенен лектор – нещо, което му спечелва прозвището „Свещеният огън на Кюстрин“. Бок не е смятан за добър теоретик, но притежава силна решителност с убеждението, че най-голямата слава за немския войник е да умре на бойното поле за отечеството си.
Бок презира нацизма и не участва в политиката. От друга страна обаче, той също така не симпатизира на заговорите за свалянето на Хитлер и никога не изпраща официални протести за отношението на СС към цивилните. Бок също така е необикновено прям – привилегия, която фюрерът му оставя, само защото генералът има успехи в битките.

## Биография

### Ранен живот и постъпване в армията
Федор фон Бок е роден в Кюстрин, град-крепост на бреговете на река Одер в провинция Бранденбург. Неговото пълно име, дадено при раждането му, е Мориц Албрехт Франц Фридрих Федор фон Бок.
Израства в семейство на пруски аристократи-протестанти, чиито военни традиции могат да се проследят още от времето на Хоенцолерните. Баща му, Карл Мориц фон Бок, е командир на дивизия по време на Френско-пруска война, където е награден за храброст за битката при Седан. Негов прадядо служи в армията на Фридрих Велики, а дядо му е офицер от пруската армия в битката при Йена. Майка му, Олга Хелене фон Фалкенхайн фон Бок, е потомка на аристократични пруски и руски фамилии. Бок е далечен роднина на Ерик фон Фалкенхайн.
На 8-м годишна възраст, Бок заминава за Берлин, където учи в Потсдам и Военната академия в Грос Лихтерфелде. Обучението силно набляга на пруския милитаризъм. Скоро Бок придобива опит в академични предмети като съвременни езици, математика и история. Говори свободно френски, до известна степен английски and руски език. От ранна възраст, основно благодарение на баща си, Бок развива несъмнена лоялност към държавата и се посвещава на военната професия. Това възпитание по-късно ще окаже голямо влияние на действията и решенията му при командването на армиите през Втората световна война. на 17-годишна възраст, Бок става кандидат-офицер в кайзеровия пехотен гвардейски полк в Потсдам и получава офицерско звание година по-късно. Постъпва на служба със званието лейтенант (в тогавашната немска военна йерархия – Sekondeleutnant).
Високият и слаб Бок притежава сухо и цинично чувство за хумор и рядко се усмихва.
Маниерите му са описани като арогантни, амбициозни и недопускащи възражение. През 1905 г., Бок се жени за Мали фон Райхенбах, млада пруска благородничка, с която се е запознал по-рано в Берлин. Сватбата е проведена по традиционния военен начин в Потсдамския гарнизон. Две години по-късно се ражда дъщеря им. След още една година, Бок завършва академията в Берлин, а по-късно се присъединява към Генералния щаб. Скоро влиза и в патриотичната Армейска лига и става близък другар с други млади немски офицери като Валтер фон Браухич, Франц Халдер и Герд фон Рундщет. През 1908 г. е повишен в звание старши лейтенант (на немски: Oberleutnant).

### Първа световна война (1914 – 1918)
При избухването на Първата световна война през 1914 г., Бок е хауптман. Назначен е като дивизионен щабен офицер в групата армии на фон Рупрехт на германо-френския фронт. Два дни преди примирието, той се среща с кайзер Вилхелм II, в Спа (Белгия), в неуспешен опит да го убеди да се завърне в Берлин и да смаже бунта в Кил.

### Между военен период
След подписването на Версайският договор, който ограничава немската армия до 100 000-на войска, Бок остава на служба като офицер в Райхсвера. През 1935 г. Хитлер назначава генерал фон Бок за главнокомандващ на 3-та група армии. Той е и един от офицерите, които остават на поста си при реорганизацията на армията, проведена от фюрера, преди Втората световна война. Остава монархист и е чест посетител в бившето имение на кайзера. Според слуховете Хитлер се изказва за него:
| „            | Никой на света, освен фон Бок, не може да научи войниците да умират. | “ |
| Адолф Хитлер |                                                                      |   |

От своя страна, Бок казва на войниците си:
| „             | Идеалният войник изпълнява задълженията си докрай, подчинява се дори без да мисли, мисли само когато му е наредено, и има за единствено желание да умре с благородната смърт на войник, загинал в сражение. | “ |
| Федор фон Бок | |   |

Генерал фон Бок ръководи немските войски, които навлизат във Виена по време на аншлуса с Австрия през март 1938 г., а после и инвазията в Чехословакия.

### Втора световна война (1939 – 1945)
На 25 август 1939 г., Бок е главнокомандващ на група армии „Север“, подготвящи се за нахлуването в Полша. Целта на армейското съединение е да унищожи полските части, намиращи се на север от Висла.
Само за пет седмици Полша е прегазена от немските и съветските войски и силите на фон Бок отново свързват Германия с Източна Прусия. След успеха, Бок се завръща в Берлин и започва подготовка за предстоящата кампания на Запада.

#### Германо-френски фронт (1940)
Скоро след завладяването на Полша, на 12 октомври 1939 г., на Бок е поверено командването на група армии „Б“, включваща 3 бронетанкови дивизии. Те имат за задача да напреднат през Белгия и Холандия и да подмамят северния фланг на съюзническите армии в клопка.
На 18 юли 1940 г., Бок е повишен в звание фелдмаршал, по време на прием при Адолф Хитлер. През по-голямата част от лятото на 1940 г., разпределя времето си между щаба си в Париж и дома си в Берлин. В края на август, ОКВ прехвърля група армии „Б“ в Източна Прусия. На 11 септември, Бок предава командването на войските във Франция на фелдмаршал Вилхелм Ритер фон Лееб.

#### Германо-съветски фронт (1941)
В подготовка за нахлуването в СССР, на 1 април 1941 г., група армии „Б“, с официална заповед на върховното командване е преименувана като група армии „Център“. Първоначално, главната ѝ цел е да следва пътя на Наполеон към Москва, северно от Припятските блата. Въпреки опозицията на фон Бок, Хитлер променя първоначалния план, една от многото поправки, които прави преди началото и по време на операцията. Фелдмаршалът се противопоставя на всяка промяна, защото иска да овладее Москва по най-бързия възможен начин и се надява това да стане преди настъпването на зимата, за да могат войниците му да презимуват на топло в сградите на Москва. Безпокойството му е основателно, защото това се оказва една от причините за провала на операцията.
На сутринта на 22 юни, с началото на кампанията, Бок остава на бюрото си в щаба, изчаквайки първите доклади от фронта, които започват да пристигат след по-малко от час. В 700ч. излита от Познан (на немски: Posen) до летище, разположено близо до щаба на 13-и пехотен корпус.
На втория ден от операцията, Бок прекосява река Западен Буг. Придружен от генерал-майор Густав Шмит, той отива до артилерийски пункт край Брест-Литовск, откъдето наблюдава обстрела на руските позиции. Въпреки факта, че немските танкове са проникнали дълбоко в съветска територия, защитниците на града упорито се държат. По-късно през деня Бок е запознат с докладите за руската съпротива по фронта, и по-конкретно в полосата на южния фланг на Хайнц Гудериан. Междувременно частите на Хот са напреднали за тези два дни толкова бързо, че Бок незабавно се свързва с Валтер фон Браухич, искайки Минск да бъде заобиколен и да се продължи към Витебск и Москва. Първоначално, планът му е приет, но скоро е отменен от Хитлер, който предпочита обкръжаването и унищожението на големите съветски армии край Минск. По този повод, Бок записва в дневника си:
| „             | Обхватът на Минск не е решаващ. Вместо това, аз съм сигурен, че противникът очаква да атакуваме Минск, следващата естествена цел, и ще съсредоточи там сили за защита. | “ |
| Федор фон Бок | |   |

Разликите между стратегическите цели на Бок и ОКВ се появяват нееднократно. Фелдмаршалът продължава да настоява за директно настъпление към Москва, заобикаляйки съветските армии и оставяйки ги да бъдат унищожени от пехотата, напредваща бързо зад танковите колони. Бок спори, че ако обкръжаването е наистина необходимо, то вместо да се отклоняват танковете му на север и юг за обхващане на малки групи съветски войски, по-добре би било да се обкръжат на изток – в басейните на реките Двина и Днепър. Хитлер е против този план и настоява съветските армии да бъдат унищожени преди да се напредне дълбоко в територията на СССР.
Бок колебливо дава заповед да се изостави настъплението към Витебск и да се помогне в унищожението на обкръжените части. На 25 юни, той премества главната си квартира от Позен в Кобрун, град на около 15 мили североизточно от Брест-Литовск. На 30 юни, 4-та и 9-а армия се срещат край Слоним, обхващайки хиляди съветски войници. Въпреки това, голяма част от тях успяват да избягат на изток. Скоро Бок дава заповед за разпускане на обръча и подготовка за мащабно настъпление на изток. Заповедта отново предизвиква конфронтация между него и Браухич.
На 3 юли силите на Бок подновяват напредването си на изток. На тази дата те изминават най-голямото разстояние за един ден – над 100 мили. Четири дни по-късно, танковете на Гудериан прекосяват река Днепър, последното голямо препятствие преди Смоленск. Въпреки това, Гюнтер фон Клуге дава заповед на Гудериан да се върне обратно зад реката. Бок скоро променя заповедта и на Гудериан отново е заповядано да прекоси Днепър. Протестът на Бок пред ОКВ срещу действията на Клуге остава без последствия. На 11 юли, Бок премества щаба си в Борисов, град близо до река Березина.

#### Операция „Тайфун“
На 9 септември, Върховното командване на Вермахта инструктира Бок да подготви оперативните заповеди за настъплението към Москва (операция „Тайфун“), което трябва да започне не по-късно от 30 септември. Бок внимателно ръководи планирането и подготовката на операцията и няколко дни по-късно тя е одобрена от ОКВ. Бок прекарва повечето време до края на септември, инспектирайки подсилената си група армии „Център“. В един от случаите, заедно с Алберт Кеселринг, прелита на оглед над Москва.
На 29 септември, Бок провежда съвещание със старшите си командири – Щраус, Хот, Клуге, Вайкс, Хьопнер, Гудериан и Кеселринг. По време на срещата, главния оперативен план е преразгледан, като Бок отново набляга на това, че Москва трябва да се овладее до 7 ноември – преди началото на зимата и за да съвпадне с годишнината на Октомврийската революция. На следващия ден, операция „Тайфун“ започва с атаки на танковите колони на Хот и Гудериан. Няколко дни по-късно, и пехотата започва настъплението си към Москва. При оставащото разстояние от по-малко от 100 км между предните немски части и столицата, Бок преценя, че войските му ще бъдат в града след 3 – 4 седмици.
Влошаващото се време и нарастващата съпротива на руснаците скоро забавят настъплението до 1 – 2 мили на ден. Групата армии губи приблизително 35 000 души, 250 танка и оръдия, и няколкостотин превозни средства, повечето от които затъват в калта. Горивото и продоволствието застрашително намаляват.
На 20 ноември, Бок премества щаба си на предни позиции, близо до фронтовата линия. Там той посещава артилерийски команден пост, откъдето може да наблюдава сградите на Москва през бинокъла си. На 29 ноември, части на 4-та немска танкова армия достигат западните покрайнини на Москва, а на 4 декември, части на 2-ра армия навлизат в Кунцево – южно предградие на столицата на СССР. Това са последните успехи на групата армии под командването на Бок.
На 6 декември, съветските войски, под командването на Жуков, предприемат мащабна контраатака. По целия фронт край Москва, немските части са принудени да преминат в отстъпление. Няколко дни по-късно, Върховното командване издава заповед да се прекратят всякакви настъпателни операции. Бок записва в дневника си:
| „             | През август, пътят към Москва беше отворен; можехме да влезем триумфално в болшевишката столица. Върховното ръководство на родината направи ужасна грешка, когато принуди моята група армии да заеме отбранителни позиции през август. Сега всички плащаме за тази грешка. | “ |
| Федор фон Бок | |   |

До 13 декември, немските сили са отблъснати на повече от 50 мили от столицата. На 18 декември, Бок е освободен он командването на група армии „Център“. Официалният претекст е здравословни проблеми. Това е само един от близо 40-те случая на освобождаване от длъжност на висши немски офицери, заради неуспеха край Москва.

#### Операция „Блау“
През януари 1942 г., когато фердмаршал Райхенау умира от сърдечен удар, Бок е назначен за командир на група армии „Юг“. Само 5 месеца по-късно, Хитлер го обвинява за провала на операция „Брауншвайг“, втората част от немската лятна офанзива и го освобождава от поста, като го заменя с Максимилиан фон Вайхс.
Докато се противопоставя на зверствата, извършвани срещу цивилни граждани, Бок никога не протестира директно пред Хитлер, макар и да има документ, в който извършва формално обжалване:
| „            | Meine Herren, ich stelle fest: Der Feldmarschall von Bock hat protestiert! – „Господа, обявявам: Фелдмаршал фон Бок протестира!“. | “ |
| Адолф Хитлер | |   |

Племенникът му, Хенинг фон Тресков, напразно се опитва да му спечели признанието за съпротива срещу хитлеристкия режим. Когато щабните офицери на Бок планират покушение над фюрера, по време на визитата му в група армии Център, фелдмаршалът се намесва. От друга страна, той не докладва за конспираторите. За една от причините за освобождаването на Бок от поста се смята изразения му интерес и подкрепата му към руското освободително движение, против което Хитлер е категорично против.

#### Освобождаване от плен
След като е освободен, Бок чувства, че е нарочен за изкупителна жертва за проблемите при Сталинград. Поканен е да се присъедини към заговор срещу Хитлер, но Бок вярва, че всеки такъв опит, който не е подкрепен от Хайнрих Химлер (който контролира Вафен СС) е обречен на неуспех и отказва да предприеме нещо срещу фюрера.

### Смърт
С прибилжаването на съветските войски към Берлин, Бок е информиран от Манщайн, че гросадмирал Карл Дьониц формира ново правителство в Хамбург. Фелдмаршалът потегля за града незабавно. На 4 май 1945 г., само седмица преди края на войната в Европа, колата на Бок е ударена от британски бомбардировач по пътя от Кил – убит е заедно с жена си и дъщеря си.
На 64-годишна възраст, Федор фон Бок е единственият немски фелдмаршал по времето на Втората световна война, убит от неприятеля.

## Цитирана литература

#### Цитати
- „Нашата професия трябва винаги да е увенчана с героична смърт в битка.“ [21]